# Lommel

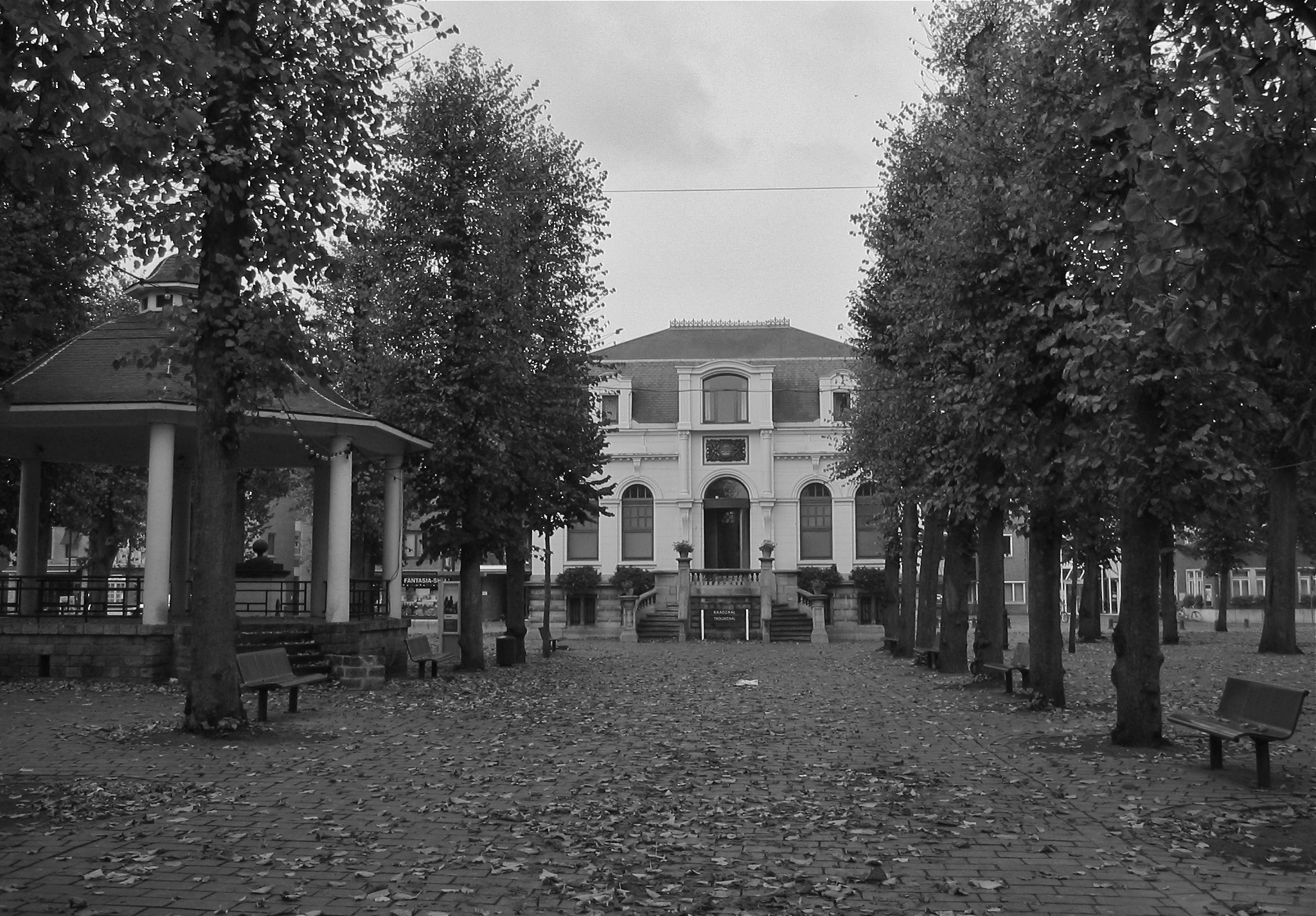
Voormalig gemeentehuis in classicistische stijl

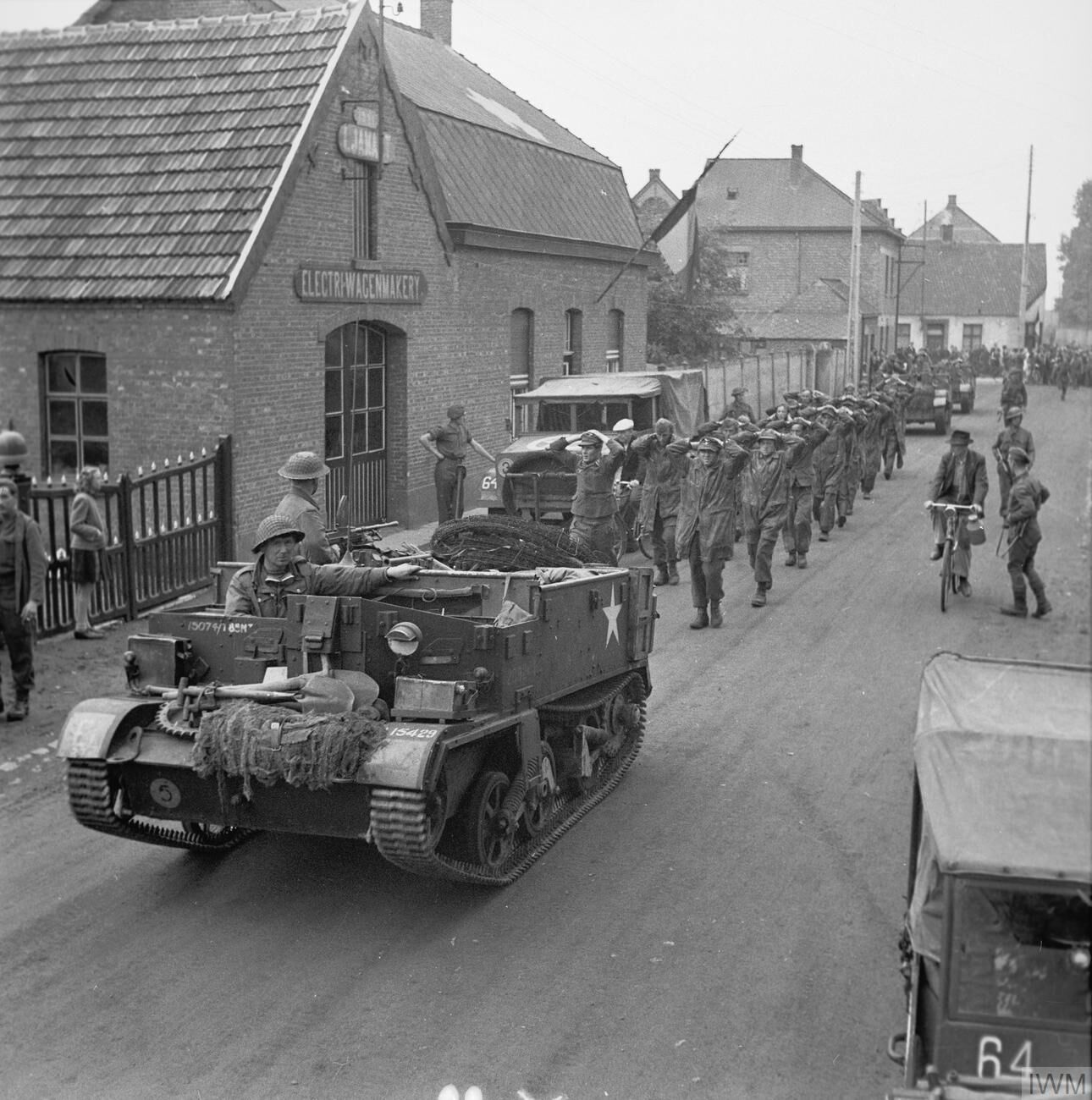
Beeld uit de Tweede Wereldoorlog nabij Lommel

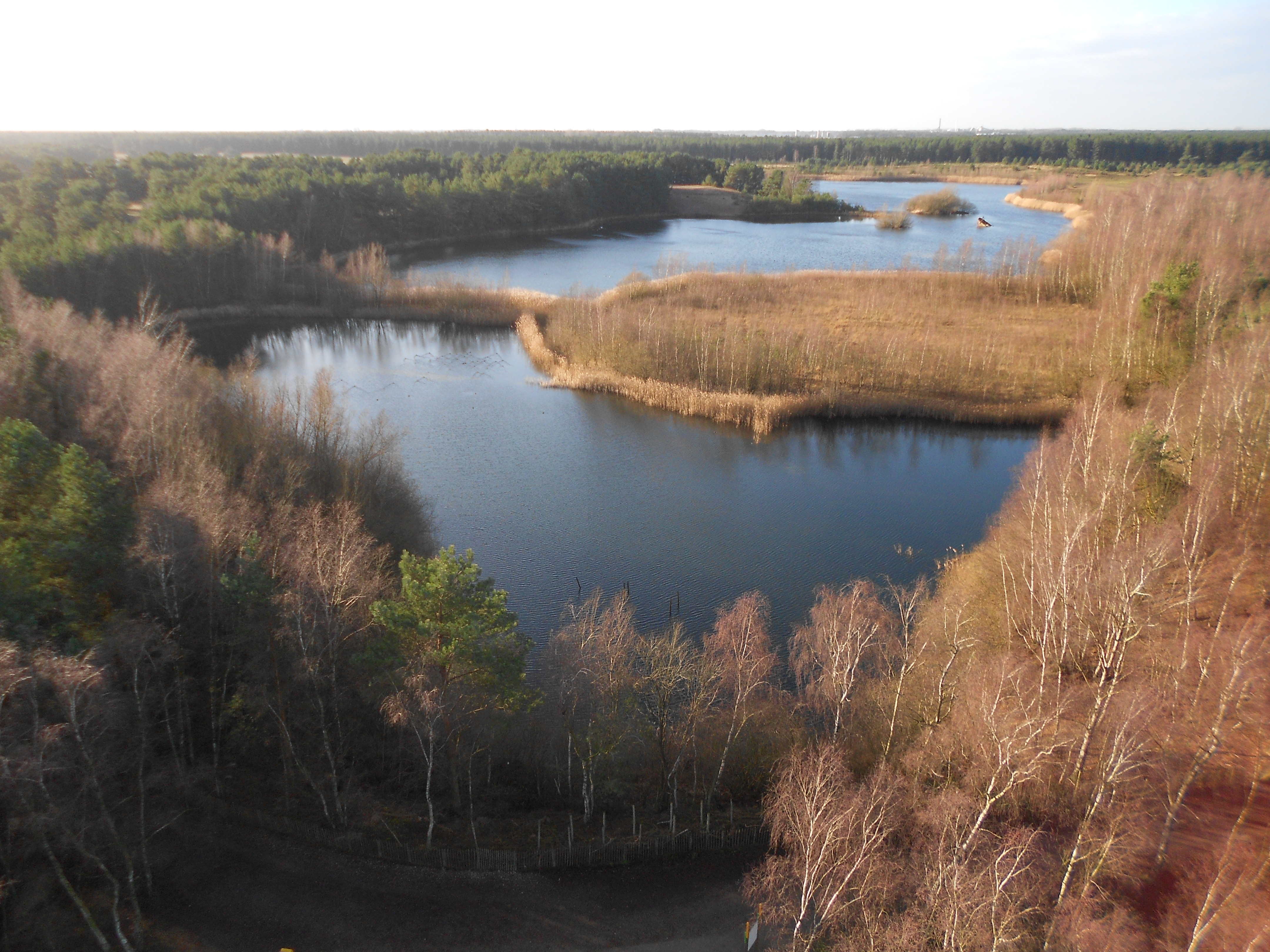
Gezicht op de Lommelse Sahara vanop de uitkijktoren

Lommel is een plaats en gemeente in de Belgische provincie Limburg, tegen de Nederlandse grens aan. De Kempense gemeente telt 35.000 inwoners en behoort tot het kieskanton en het gerechtelijk kanton Pelt en is een van de Zeven Heerlijkheden.

## Naam
De naam Lommel komt van Loemelo. Loem betekent vochtig, moerassig en Lo is (loof)woud of (loof)bos.

## Geschiedenis

### Lommel als onderdeel van de Eninge van de Kempen
In 1990 vierde Lommel zijn 1000-jarig bestaan. In de vroegste periode maakte Lommel deel uit van de zogenaamde Eninge van de Kempen, een bepaald territorium in de Kempen waar hetzelfde recht gold. Het geheel ressorteerde onder een vaag Utrechts hoogheidsgezag en werd in leen gehouden door Brabant. In 1203 kwam de Eninge onder de suprematie van de hertogen van Brabant.

### Hertogdom Brabant
Met de Brabantse expansie naar het noorden werd Lommel onderdeel van de Meierij van 's-Hertogenbosch en bleef het ressorteren onder het kwartier Kempenland. In 1332 kreeg Lommel stadsrechten van Hertog Jan III van Brabant. Lommel was een vrijheid. Eind 16e eeuw ging het slecht met de Meierij. Tijdens de Gelderse Oorlogen plunderde en brandschatte de Gelderse hoofdman Maarten van Rossum de Meierij. Ook tijdens de Tachtigjarige Oorlog had de Meierij te lijden onder oorlogsgeweld.

### Staats-Brabant
Sinds 1648 was Lommel onderdeel van de Republiek der Zeven Verenigde Nederlanden, aangezien de Meierij van 's-Hertogenbosch en al haar toebehoren werd toegewezen aan de Staten. De negatieve economische ontwikkelingen in Staats-Brabant hadden te maken met de 'Hollanders', die het gewest als kolonie leegzogen. De oorlogssituatie was de grootste boosdoener. Lommel werd vanwege de nieuwe staatsgrens een afgelegen stukje aan de rand van de Republiek en raakte, net als overig Staats-Brabant, ineens niet meer zuidwaarts, maar noordwaarts georiënteerd. Het had echter onder de Staats-Brabantse functie als militaire buffer voor het gewest Holland weinig tot geen mogelijkheden om tot economische groei te komen. Het werd een tijd van weinig vooruitgang. In de jaren 1798-1799 ondernam de Brabantse dominee Stephanus Hanewinkel een tocht door de gehele Meierij van 's-Hertogenbosch en deed in 1799 ook Lommel aan. Hij beschreef de stad als "het uiterste Dorp der Majorij, aan de grenzen van Luikerland, liggende rondom in zeer groote en wijduitgestrekte heïen ...".

### Franse Tijd en Koninkrijk der Nederlanden
Pas in 1795, toen de Fransen binnenvielen, kreeg Lommel zijn vrijheden terug. Lommel bleef tot de Meierij behoren.
Tijdens de Franse en Nederlandse periode zouden Lommel en Luyksgestel driemaal uitgeruild worden. Luyksgestel behoorde tot het Prinsbisdom Luik maar lag als enclave in de Meierij terwijl Lommel daardoor een Meierijse exclave was.
Bij het Verdrag van Fontainebleau (november 1807) tussen Frankrijk en Nederland (tussen Napoleon en zijn broer Lodewijk) werd Lommel voor Luyksgestel geruild: Luyksgestel werd Nederlands en Lommel werd deel van het Franse keizerrijk (kanton Achel in het departement Nedermaas)
In januari 1815 draaide Willem I de gevolgen van het verdrag van 1807 terug: Luyksgestel ging naar de provincie Antwerpen (kanton Arendonk) en Lommel naar Noord-Brabant (kanton Eindhoven).
Kort daarna werden de gevolgen van het verdrag echter hersteld: bij koninklijk besluit van 19 november 1817 ging Lommel van Noord-Brabant naar Limburg en bij wet van 18 november 1818 ging Luyksgestel van de provincie Antwerpen naar Noord-Brabant. Bij koninklijk besluit van 27 april 1824 werd de ruil ook doorgevoerd in de gerechtelijke kaart: het kanton Eindhoven staat Lommel af aan het kanton Peer en krijgt Luyksgestel van het kanton Arendonk.

### Koninkrijk België
Na veel getouwtrek tijdens de Belgische Opstand bleef Lommel onder Belgisch bewind. Hoewel Nederland dit stukje Meierij als voormalig deel van Staats-Brabant terugeiste, had het stadsbestuur van Lommel zijn trouw al aan de Belgische regering gezworen. Op 19 april 1839 werden dan uiteindelijk de definitieve vredesverdragen ondertekend door België en Nederland. Datzelfde jaar werd Maaseik als een nieuw administratief arrondissement in het leven geroepen en werd Lommel hieraan toegevoegd. Daarmee komt er een radicale wending in de geschiedenis van Lommel: de van oudsher Brabantse plaats wordt nu als Limburgse plaats aangeduid en is het enige stukje Meierij dat in België ligt. Hoewel men Lommel juridisch tot Limburg rekent, blijft de rest van Limburg in de ogen van de echte Lommelsen nog altijd: het Luikse of "Luiksland". De Meierijse geschiedenis van Lommel blijft in ieder geval voortleven in de talrijke beschrijvingen.
Op het marktplein staat een standbeeldje van een teut, een typisch historisch fenomeen uit de streek. Teuten waren rondreizende handelaars en ambachtslui die vanaf de 16e tot 20e eeuw met hun koopwaar (koperwaren, textiel, aardewerk, ...) op de rug naar Nederland, Duitsland, Frankrijk en Luxemburg trokken.

### Operatie Market Garden
Lommel, vooral de wijk Barrier was tijdens de Tweede Wereldoorlog een spil in Operatie Market Garden. Door de verovering van Joe's Bridge, brug nr. 9 over het Kempisch Kanaal, door de Irish Guards op 10 september 1944, beschikten de Britse troepen over een bruggenhoofd richting Nederland. Op 17 september 1944 staken ze de Nederlandse grens over.
Operatie Market Garden was de codenaam van het luchtlandingsplan. In Groot-Brittannië was op 2 augustus het Eerste Geallieerde Luchtlandingsleger gevormd, onder bevel van de Amerikaanse luitenant-generaal Lewis Brereton. Drie geallieerde luchtlandingsdivisies zouden worden afgeworpen in de buurt van de Nederlandse steden Eindhoven (Son en Bruegel), Arnhem (Oosterbeek) en Nijmegen (Groesbeek) en de weg vrijmaken voor het 30e Legerkorps, dat opgesteld was nabij Leopoldsburg en via Joe's Bridge te Lommel oprukte richting Nederland. Op de eerste dag zou dit korps Eindhoven moeten hebben bereikt, op de tweede dag Nijmegen en op de derde dag Arnhem.

### Zusters Kindsheid Jesu
De congregatie van de Zusters Kindsheid Jesu startte in 1939 met de bouw van het Maria Middelares ziekenhuis na een verzoek daartoe van de pastoor van Lommel Centrum. Het gemeentebestuur stak de helpende hand toe door grond te koop aan te bieden. In 1942 opende de 28 bedden tellende instelling haar deuren. In 1948 breidde het ziekenhuis uit met een extra verdieping, er waren nu 75 bedden. Geleidelijk nam dit aantal toe tot 187 in de jaren 1990.
De zusters Kindsheid Jesu hebben in 1970 op de zolder het moederhuis Tamar opgericht. Vanaf 1976 was het Tamar gevestigd naast het ziekenhuis op hetzelfde terrein. Tamar is veelvuldig in het nieuws gekomen door de verhalen van gedwongen adopties, ongewilde sterilisaties van jonge meisjes en ernstige vormen van misbruik van ongehuwde, zwangere meisjes.. De verhalen over Tamar komen veelvuldig terug in de podcast Kinderen van de kerk. Het beeld dat daaruit naar voren komst is een beeld dat de zusters kinderen tegen de wil van de moeders hebben afgenomen en hier betaald voor hebben gekregen. Het verwijt dat gemaakt wordt in deze podcast is dat hier sprake was van witwassen van kinderen als een vorm van mensenhandel.

## Geografie

### Kernen
- Centrum
- Balendijk
- Barrier
- Blauwe Kei
- Gelderhorsten
- Heeserbergen
- Heide-Heuvel
- Kattenbos
- Kerkhoven
- Kolonie
- Lutlommel
- Stevensvennen
- Werkplaatsen

### Hydrografie
De stad Lommel ligt op de waterscheiding van de stroomgebieden van Schelde en Maas, en binnen deze stroomgebieden van Nete respectievelijk Dommel.

## Demografie

### Demografische ontwikkeling
Alle historische gegevens hebben betrekking op de huidige gemeente, inclusief deelgemeenten, zoals ontstaan na de fusie van 1 januari 1977.
- Bronnen:NIS, Opm:1831 tot en met 1981=volkstellingen; 1990 en later= inwonertal op 1 januari

Het inwonersaantal is als volgt verdeeld per wijk.
- Centrum 11.686
- Balendijk 2.555
- Barrier 3.375
- Heeserbergen 2.899
- Heide-Heuvel 3.036
- Kattenbos 1.635
- Kerkhoven 2.738
- Kolonie 1.937
- Lutlommel 2.242
- Werkplaatsen 1.690

Lommel telt in totaal 105 nationaliteiten. De meeste voorkomende zijn:
- Belg (81,57%)
- Nederlander (13,87%)
- Pool (0,87%)
- Oekraïner (0,4%)
- Turk (0,23%)
- Portugees (0,21%)

Mensen met een dubbele nationaliteit werden als Belg opgenomen.
- Bron: Stadsmagazine mei 2023, situatie op 1 januari 2023

| Inwoners van jaar tot jaar op 1 januari 1992 tot heden | Inwoners van jaar tot jaar op 1 januari 1992 tot heden | Inwoners van jaar tot jaar op 1 januari 1992 tot heden |
| jaar                                                   | Aantal                                                 | Evolutie: 1992=index 100                               |
| ------------------------------------------------------ | ------------------------------------------------------ | ------------------------------------------------------ |
| 1992                                                   | 28.223                                                 | 100,0                                                  |
| 1993                                                   | 28.589                                                 | 101,2                                                  |
| 1994                                                   | 28.920                                                 | 102,5                                                  |
| 1995                                                   | 29.195                                                 | 103,4                                                  |
| 1996                                                   | 29.378                                                 | 104,1                                                  |
| 1997                                                   | 29.644                                                 | 105,0                                                  |
| 1998                                                   | 29.946                                                 | 106,1                                                  |
| 1999                                                   | 30.150                                                 | 106,8                                                  |
| 2000                                                   | 30.433                                                 | 107,8                                                  |
| 2001                                                   | 30.711                                                 | 108,8                                                  |
| 2002                                                   | 30.947                                                 | 109,7                                                  |
| 2003                                                   | 31.299                                                 | 110,9                                                  |
| 2004                                                   | 31.436                                                 | 111,4                                                  |
| 2005                                                   | 31.616                                                 | 112,0                                                  |
| 2006                                                   | 31.898                                                 | 113,0                                                  |
| 2007                                                   | 32.141                                                 | 113,9                                                  |
| 2008                                                   | 32.415                                                 | 114,9                                                  |
| 2009                                                   | 32.703                                                 | 115,9                                                  |
| 2010                                                   | 32.917                                                 | 116,6                                                  |
| 2011                                                   | 33.193                                                 | 117,6                                                  |
| 2012                                                   | 33.409                                                 | 118,4                                                  |
| 2013                                                   | 33.636                                                 | 119,2                                                  |
| 2014                                                   | 33.744                                                 | 119,6                                                  |
| 2015                                                   | 33.852                                                 | 119,9                                                  |
| 2016                                                   | 33.957                                                 | 120,3                                                  |
| 2017                                                   | 33.996                                                 | 120,5                                                  |
| 2018                                                   | 34.044                                                 | 120,6                                                  |
| 2019                                                   | 34.079                                                 | 120,7                                                  |
| 2020                                                   | 34.245                                                 | 121,3                                                  |
| 2021                                                   | 34.255                                                 | 121,4                                                  |
| 2022                                                   | 34.396                                                 | 121,9                                                  |
| 2023                                                   | 34.826                                                 | 123,4                                                  |
| 2024                                                   | 34.913                                                 | 123,7                                                  |
| 2025                                                   | 35.208                                                 | 124,7                                                  |

## Politiek

### Structuur
De stad Lommel ligt in het kieskanton Pelt (dat identiek is aan het provinciedistrict Pelt) en het kiesarrondissement Hasselt-Tongeren-Maaseik (identiek aan de kieskring Limburg).
| Lommel           | Lommel           | Supranationaal              | Nationaal                         | Nationaal          | Gemeenschap       | Gewest            | Provincie         | Arrondissement           | Provinciedistrict | Kanton          | Gemeente        |
| ---------------- | ---------------- | --------------------------- | --------------------------------- | ------------------ | ----------------- | ----------------- | ----------------- | ------------------------ | ----------------- | --------------- | --------------- |
| Administratief   | Niveau           | Europese Unie               | België                            | België             | Vlaanderen        | Vlaanderen        | Limburg           | Maaseik                  | Maaseik           | Maaseik         | Lommel          |
| Administratief   | Bestuur          | Europese Commissie          | Belgische regering                | Belgische regering | Vlaamse regering  | Vlaamse regering  | Deputatie         | Deputatie                | Deputatie         | Deputatie       | Gemeentebestuur |
| Administratief   | Raad             | Europees Parlement          | Kamer van volksvertegenwoordigers | Vlaams Parlement   | Vlaams Parlement  | Vlaams Parlement  | Provincieraad     | Provincieraad            | Provincieraad     | Provincieraad   | Gemeenteraad    |
| Kiesomschrijving | Kiesomschrijving | Nederlandstalig Kiescollege | Kieskring Limburg                 | Kieskring Limburg  | Kieskring Limburg | Kieskring Limburg | Kieskring Limburg | Hasselt-Tongeren-Maaseik | Pelt              | Pelt            | Lommel          |
| Verkiezing       | Verkiezing       | Europese                    | Federale                          | Federale           | Vlaamse           | Vlaamse           | Provincieraads-   | Provincieraads-          | Provincieraads-   | Provincieraads- | Gemeenteraads-  |

### Geschiedenis

#### (Voormalige) burgemeesters

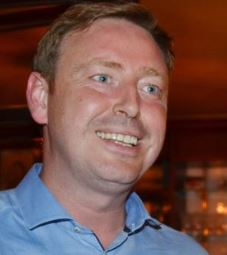
Huidige burgemeester Bob Nijs

| Tijdspanne | Tijdspanne  | Burgemeester                      |
| ---------- | ----------- | --------------------------------- |
|            | 1808 - 1813 | Joannes Aerts (katholiek)         |
|            | 1813 - 1847 | Willem Karel Koekhofs (katholiek) |
|            | 1847 - 1857 | Jan Daels (katholiek)             |
|            | 1857 - 1861 | Jan Van Leemput (katholiek)       |
|            | 1861 - 1863 | Hendrik Alen (katholiek)          |
|            | 1863 - 1872 | Peter Slegers (katholiek)         |
|            | 1872 - 1879 | Peter Stevens (katholiek)         |
|            | 1879 - 1885 | Jan Alen (katholiek)              |
|            | 1885 - 1890 | Jan Vandenboer (Kath.Partij)      |
|            | 1891 - 1904 | Peter Senders (Kath.Partij)       |
|            | 1904 - 1921 | François Van Ham (Kath.Partij)    |

| Tijdspanne | Tijdspanne   | Burgemeester                            |
| ---------- | ------------ | --------------------------------------- |
|            | 1921 - 1923  | Joannes Bouly (Kath. Verbond)           |
|            | 1924 - 1927  | Peter Joosten (Kath. Verbond)           |
|            | 1927 - 1941  | Joseph Tournier (liberaal-katholiek)    |
|            | 1941 - 1944  | Petrus Luykx (VNV, oorlogsburgemeester) |
|            | 1944 - 1945  | Joseph Tournier (liberaal-katholiek)    |
|            | 1945 - 1958  | Henri Van Reempts (CVP)                 |
|            | 1959 - 1979  | René Verhoeven (CVP)                    |
|            | 1979 - 1988  | Staf Matthijs (CVP)                     |
|            | 1989 - 2006  | Louis Vanvelthoven (SP / sp.a)          |
|            | 2007 - 2018  | Peter Vanvelthoven (sp.a)               |
|            | 2019 - heden | Bob Nijs (CD&V)                         |

#### Legislatuur 2000-2006
Tijdens de deze legislatuur had SP een absolute meerderheid met 17 van de 31 zetels. Louis Vanvelthoven werd voor de derde keer verkozen als burgemeester. De schepenen gedurende deze legislatuur waren: Jean Lavreysen, Walter Cremers, Liesbet Vanwelsenaers, Joke Loomans, Jan Swinnen, Rina Ven en Fons Haagdoren.

#### Legislatuur 2006-2012
Peter Vanvelthoven werd voor de eerste maal verkozen als burgemeester. Aangezien hij tot december 2007 Federaal Minister van Werk was in de regering-Verhofstadt II nam Walter Cremers de functie van burgemeester tijdelijk over. sp.a vormde met Open Vld een coalitie met een meerderheid van 18 op 31 zetels. sp.a leverde vijf schepenen: Kris Verduyckt, Liesbet Vanwelsenaers, Rina Ven, Joke Loomans en Fons Haagdoren. Coalitiepartij Open Vld bracht met Veronique Caerts en Geert Jansen twee schepenen aan. François Timmermans (sp.a) werd OCMW-voorzitter, na twee jaar werd hij opgevolgd door partijgenoot Jean Lavreysen.

#### Legislatuur 2012-2018
Burgemeester was Peter Vanvelthoven (Lijst Burgemeester). Hij leidde een coalitie bestaande uit Lijst Burgemeester en Open Vld. Samen vormden ze de meerderheid met 17 op 31 zetels. In deze legislatuur heeft Lijst Burgemeester 5 schepenen en Open Vld 2.
Voor Lijst Burgemeester zetelden als schepenen:
- Kris Verduyckt (milieu, jeugd, cultuur en onderwijs)
- Walter Cremers (stadsontwikkeling en mobiliteit)
- Jean Kuyken (stadswerken en stedelijke dienstverlening)
- Rita Phlippo (financiën, zorg en ouderen)
- Jasmine Van Grieken (sport, samenleving en internationale samenwerking)
- Annick Berghmans (evenementen, dierenwelzijn en het jonge kind). Ze stapte midden 2018 uit de gemeenteraad nadat ze werd vernoemd bij een aantal plofkraken die eerder dat jaar werden gepleegd. Kris Verduyckt nam haar mandaten over.

Voor Open Vld zetelden:
- Geert Jansen (openbare werken, nutsvoorzieningen en middenstand)
- Veronique Caerts (toerisme en congresstad Lommel).

De fractieleiders voor de verschillende partijen zijn Loes Mispoulier (Lijst Burgemeester), Nancy Bleys (CD&V), Karel Wieërs (N-VA) en Sooi Van Limbergen (PVDA+).

#### Legislatuur 2019-2024
Na 30 jaar is er opnieuw een christendemocraat burgemeester. Bob Nijs leidt een coalitie van CD&V en N-VA. Samen vormen ze een meerderheid met 18 op 31 zetels.
In deze legislatuur heeft CD&V 5 schepenen. Hiervoor zetelen:
- Peter Vanderkrieken (onderwijs, cultuur en jeugd)
- Sophie Loots (openbare werken en mobiliteit)
- Joris Mertens (ruimtelijke ordening, milieu en dierenwelzijn)
- Dirk Vanderhoydonks (sport, internationale samenwerking en armoede)
- Nancy Bleys (sociaal beleid en zorg, eveneens voorzitter bijzonder comité sociale dienst)

N-VA heeft twee schepenen. Dit zijn:
- Karel Wieërs (juridische zaken, stadswerken en toerisme)
- Johan Bosmans (financiën en middenstand)

Nieuw is dat niet de burgemeester de voorzitter is van de gemeenteraad, deze functie wordt bekleed door Stijn Mertens (CD&V).

#### Legislatuur 2025-2030
Voor de eerste keer sinds 1893 geldt er geen opkomstplicht voor de lokale en provinciale verkiezingen. Hierdoor bracht in Lommel maar 63,6% van de ingeschreven kiezers hun stem uit. 
De partijen waarvoor gestemd kon worden waren: Samen Vooruit, PVDA, CD&V, N-VA en Open Vld.
CD&V haalde met 53,6% van de stemmen een absolute meerderheid. Lijsttrekker Bob Nijs werd, met 5.990 voorkeurstemmen, voor de tweede op een volgende keer verkozen als burgemeester. 
Na gesprekken met de andere verkozen fracties (Samen Vooruit en N-VA) heeft CD&V besloten om deze legislatuur alleen te besturen.
De schepenen zijn:
- Peter Vanderkrieken (cultuur, toerisme en onderwijs)
- Joris Mertens (milieu en stadsontwikkeling)
- Dirk Vanderhoydonks (sport en senioren)
- Medard Verstraeten (stadswerken)
- Loucka Vreys (jeugd en evenementen)
- Luc Ooms (financiën en mobiliteit). Om wille van gezondheidsredenen legde hij in mei 2025 zijn mandaat als schepen neer. Hij zetelt verder als raadslid.
- Sofie Mertens (financiën en mobiliteit) Vanaf mei 2025 neemt zij de mandaten over van Luc Ooms.
- Katrien Cools (sociaal beleid)

Mark De Vroede zal voorzitter zijn van de gemeenteraad.

#### Resultaten gemeenteraadsverkiezingen sinds 1976
| Partij of kartel     | Partij of kartel                                    | 10-10-1976 | 10-10-1976 | 10-10-1982 | 10-10-1982 | 9-10-1988 | 9-10-1988 | 9-10-1994 | 9-10-1994 | 8-10-2000 | 8-10-2000 | 8-10-2006 | 8-10-2006 | 14-10-2012 | 14-10-2012 | 14-10-2018 | 14-10-2018 | 13-10-2024 | 13-10-2024 |
| Stemmen / Zetels     | Stemmen / Zetels                                    | %          | 27         | %          | 29         | %         | 29        | %         | 29        | %         | 31        | %         | 31        | %          | 31         | %          | 31         | %          | 31         |
| -------------------- | --------------------------------------------------- | ---------- | ---------- | ---------- | ---------- | --------- | --------- | --------- | --------- | --------- | --------- | --------- | --------- | ---------- | ---------- | ---------- | ---------- | ---------- | ---------- |
|                      | PVDA                                                | -          |            | 4,55       | 0          | 3,44      | 0         | 4,11      | 0         | -         |           | -         |           | -          |            | 5,6        | 1          | 4,7        | 0          |
|                      | Agalev1/ Groen2                                     | -          |            | -          |            | 3,21      | 0         | -         |           | -         |           | -         |           | 4,342      | 0          | 4,32       | 0          | -          |            |
|                      | SP1/ sp.a-spirit2/ Lijst Burgemeester3/ Vooruit4    | 31,551     | 9          | 37,571     | 12         | 39,511    | 13        | 46,211    | 16        | 47,751    | 17        | 42,442    | 15        | 40,333     | 15         | 30,33      | 11         | 28,74      | 10         |
|                      | CVP1/ CD&V+N-VAA/ CD&V2                             | 49,181     | 14         | 38,031     | 13         | 33,221    | 11        | 26,791    | 9         | 25,241    | 9         | 28,5A     | 9         | 19,682     | 7          | 36,52      | 13         | 53,62      | 19         |
|                      | VU1/ VU&ID2/ CD&V+N-VAA/ N-VA3                      | 9,721      | 2          | 10,961     | 3          | 9,081     | 2         | -         |           | 3,732     | 0         | 28,5A     | 9         | 17,203     | 6          | 16,53      | 5          | 10,23      | 2          |
|                      | PVV1/ VLD2/ VLD-VIVANT3/ Open Vld4/ voor3920lommel5 | 9,561      | 2          | 6,551      | 1          | 11,561    | 3         | 13,182    | 3         | 12,692    | 4         | 10,903    | 3         | 9,294      | 2          | 6,85       | 1          | 2,84       | 0          |
|                      | Vlaams Blok1/ Vlaams Belang2                        | -          |            | -          |            | -         |           | -         |           | 7,171     | 1         | 9,772     | 2         | 3,982      | 0          | -          |            | -          |            |
|                      | AKTIEF                                              | -          |            | -          |            | -         |           | -         |           | -         |           | 8,33      | 2         | 5,19       | 1          | -          |            | -          |            |
|                      | BOOS                                                | -          |            | -          |            | -         |           | 7,86      | 1         | -         |           | -         |           | -          |            | -          |            | -          |            |
|                      | Anderen (*)                                         | -          |            | 2,34       | 0          | -         |           | 1,85      | 0         | 3,42      | 0         | -         |           | -          |            | -          |            | -          |            |
| Totaal stemmen       | Totaal stemmen                                      | 14873      | 14873      | 16710      | 16710      | 18306     | 18306     | 19495     | 19495     | 20598     | 20598     | 20452     | 20452     | 21465      | 21465      | 21223      | 21223      | 15113      | 15113      |
| Opkomst %            | Opkomst %                                           |            |            |            |            | 97,07     | 97,07     | 95,9      | 95,9      | 95,32     | 95,32     | 95,71     | 95,71     | 93,70      | 93,70      | 95,6       | 95,6       | 63,6       | 63,6       |
| Blanco en ongeldig % | Blanco en ongeldig %                                | 3,68       | 3,68       | 4,84       | 4,84       | 4,23      | 4,23      | 4,41      | 4,41      | 3,71      | 3,71      | 4,2       | 4,2       | 2,47       | 2,47       | 4,4        | 4,4        | 1,3        | 1,3        |

De zetels van de gevormde coalitie zijn vetjes gedrukt. De grootste partij is in kleur.

(*) 1982: LGB / 1994: HOOP / 2000: LEL

## Bezienswaardigheden
- GlazenHuis
- De Sint-Pietersbandenkerk

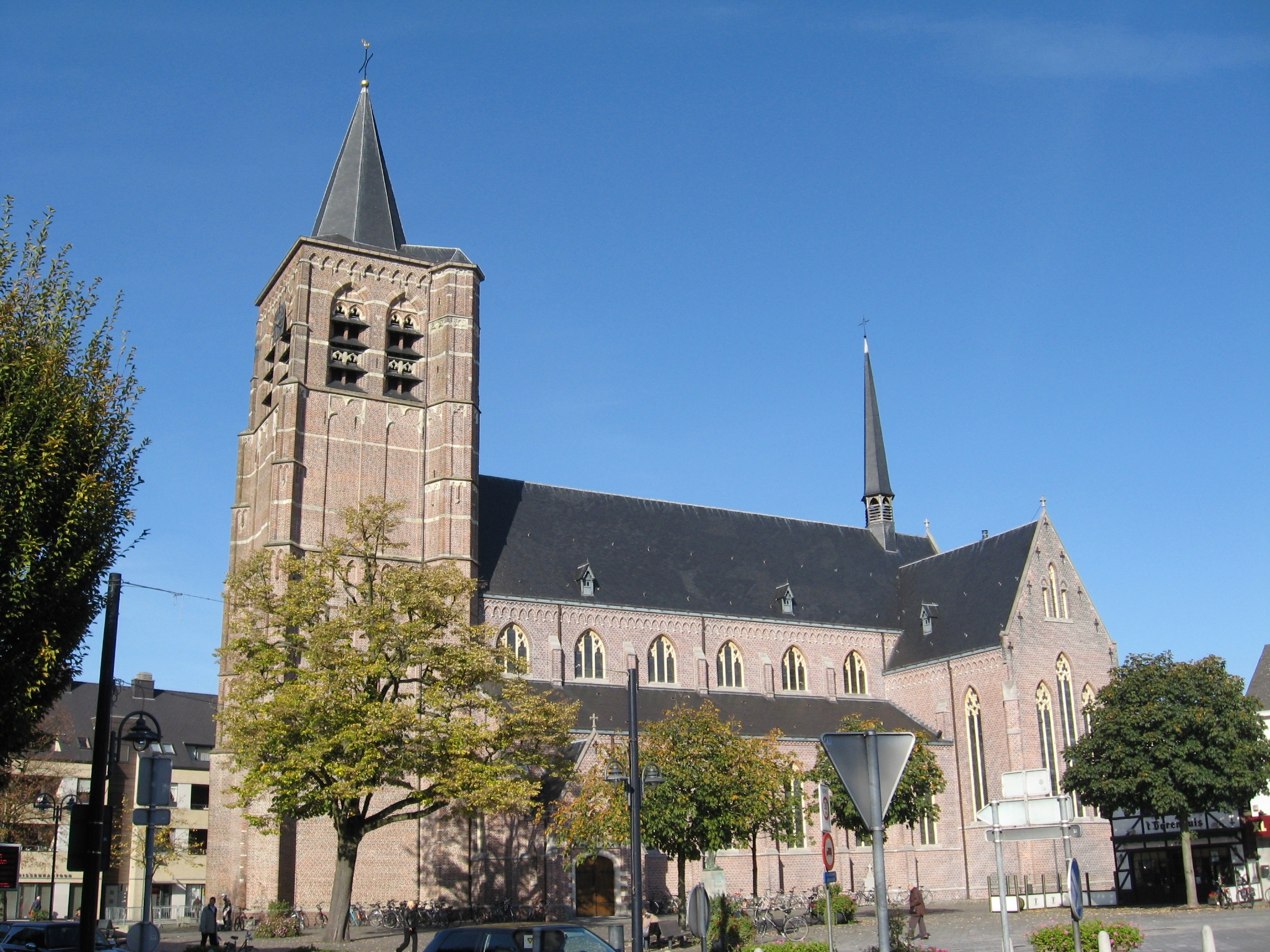
De Sint-Pietersbandenkerk

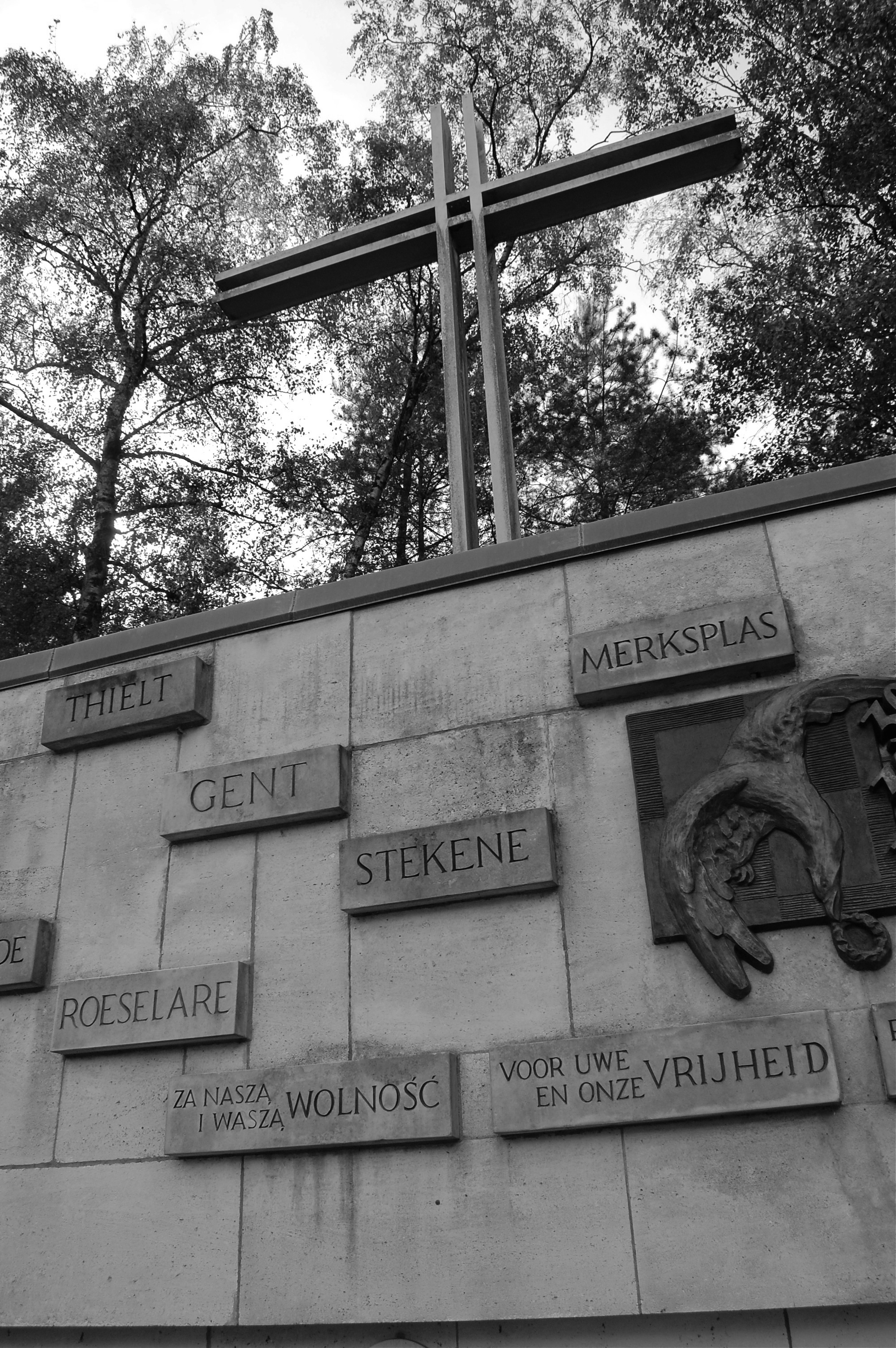
Kruis en gedenksteen aan het Pools Militair Kerkhof

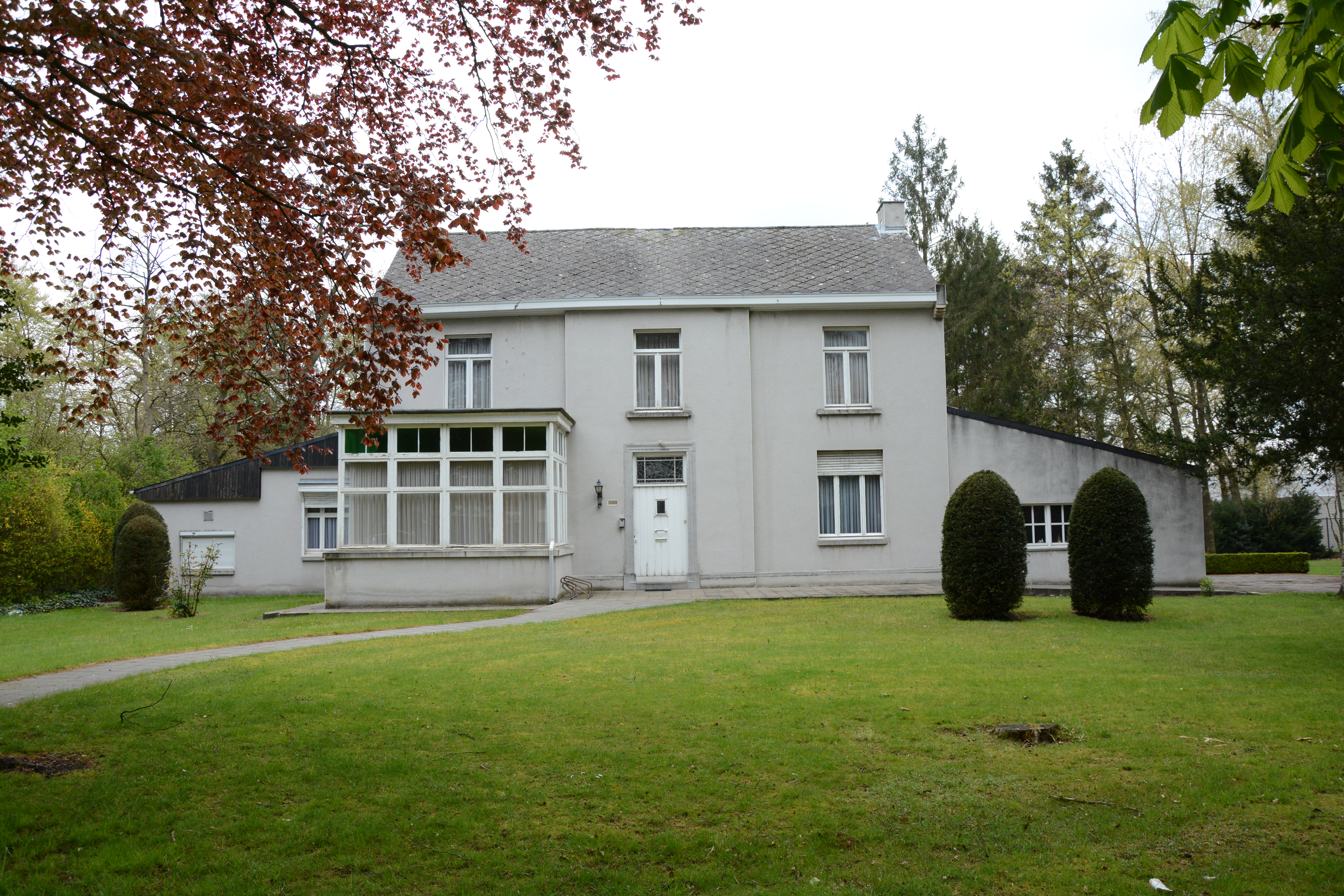
Pastorie

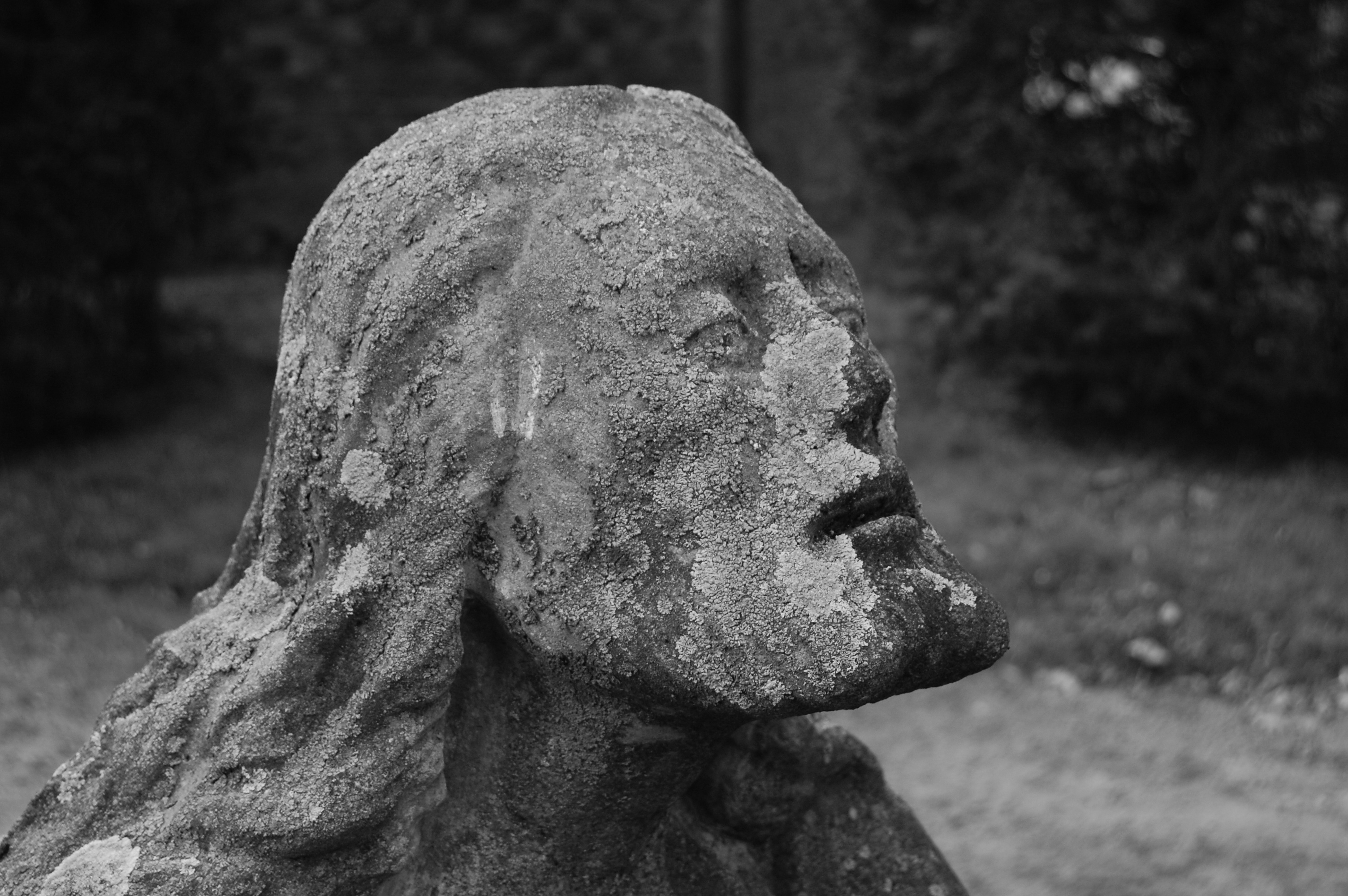
Close-up van een biddend standbeeld van een man voor een engel. Een van de vele beelden die het Mariapark sieren. Het park zelf is omgeven door de Kruisweg die Christus aflegt.

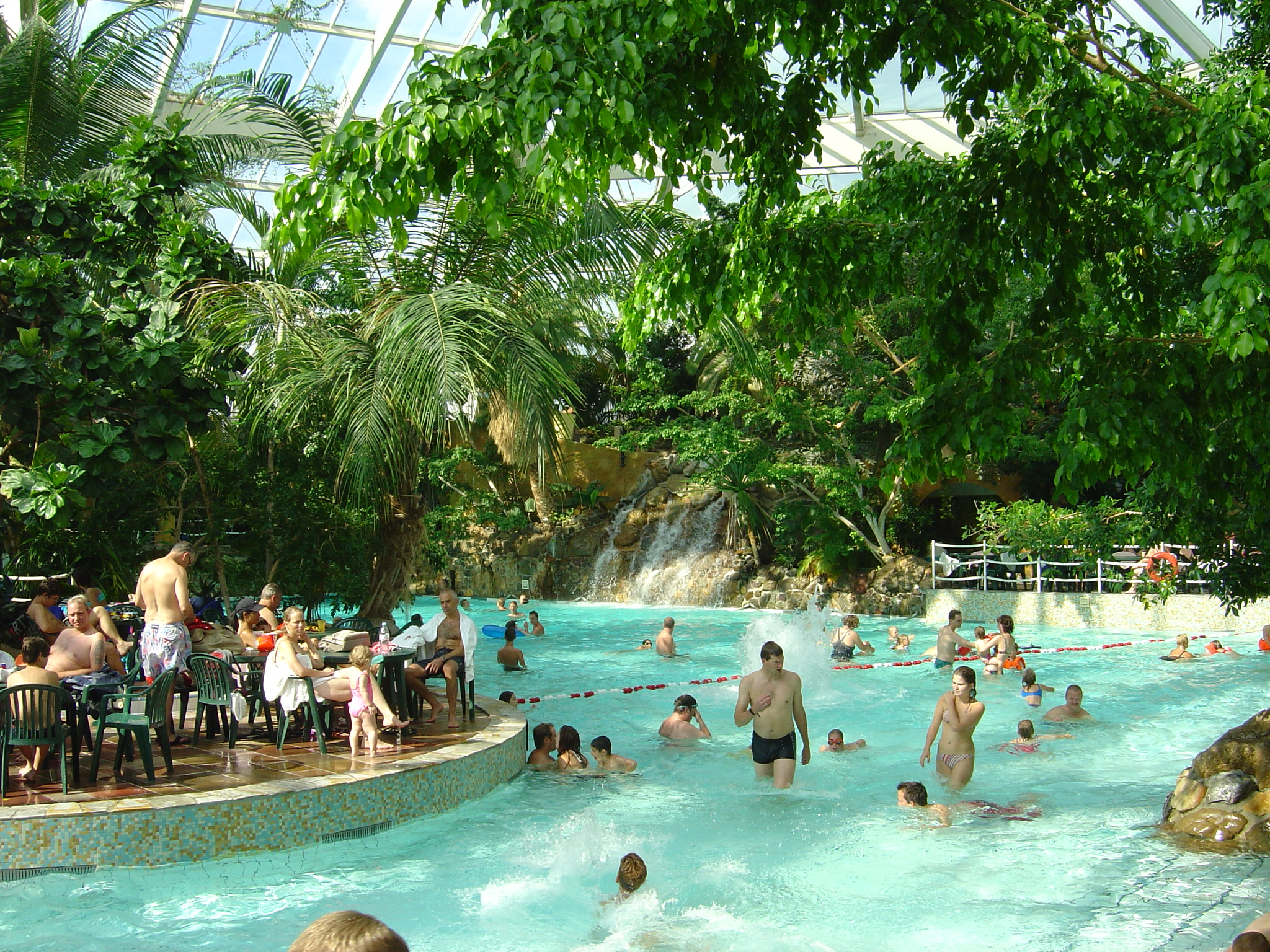
Center Parcs-vakantiepark De Vossemeren

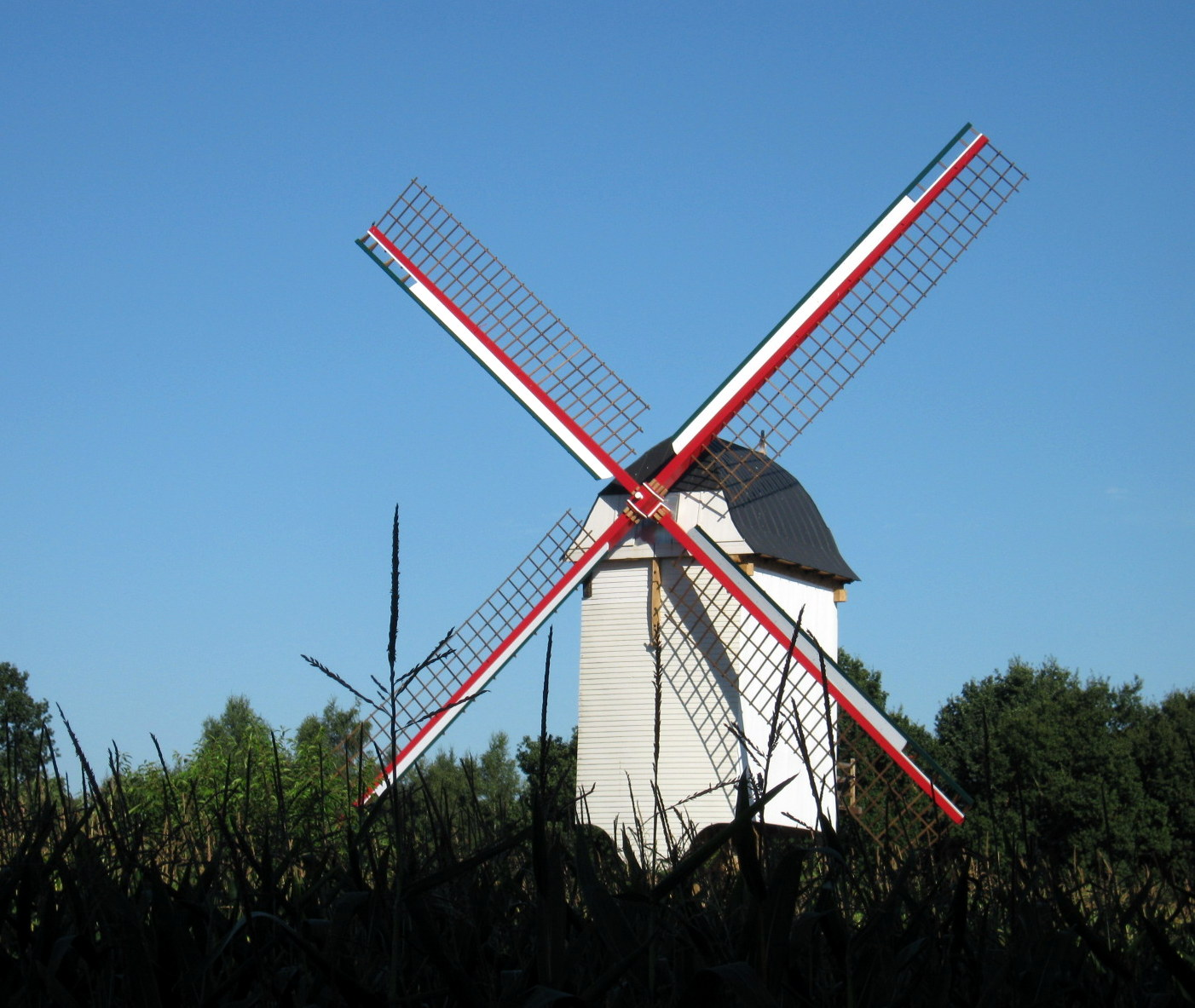
Leyssensmolen te Kattenbos

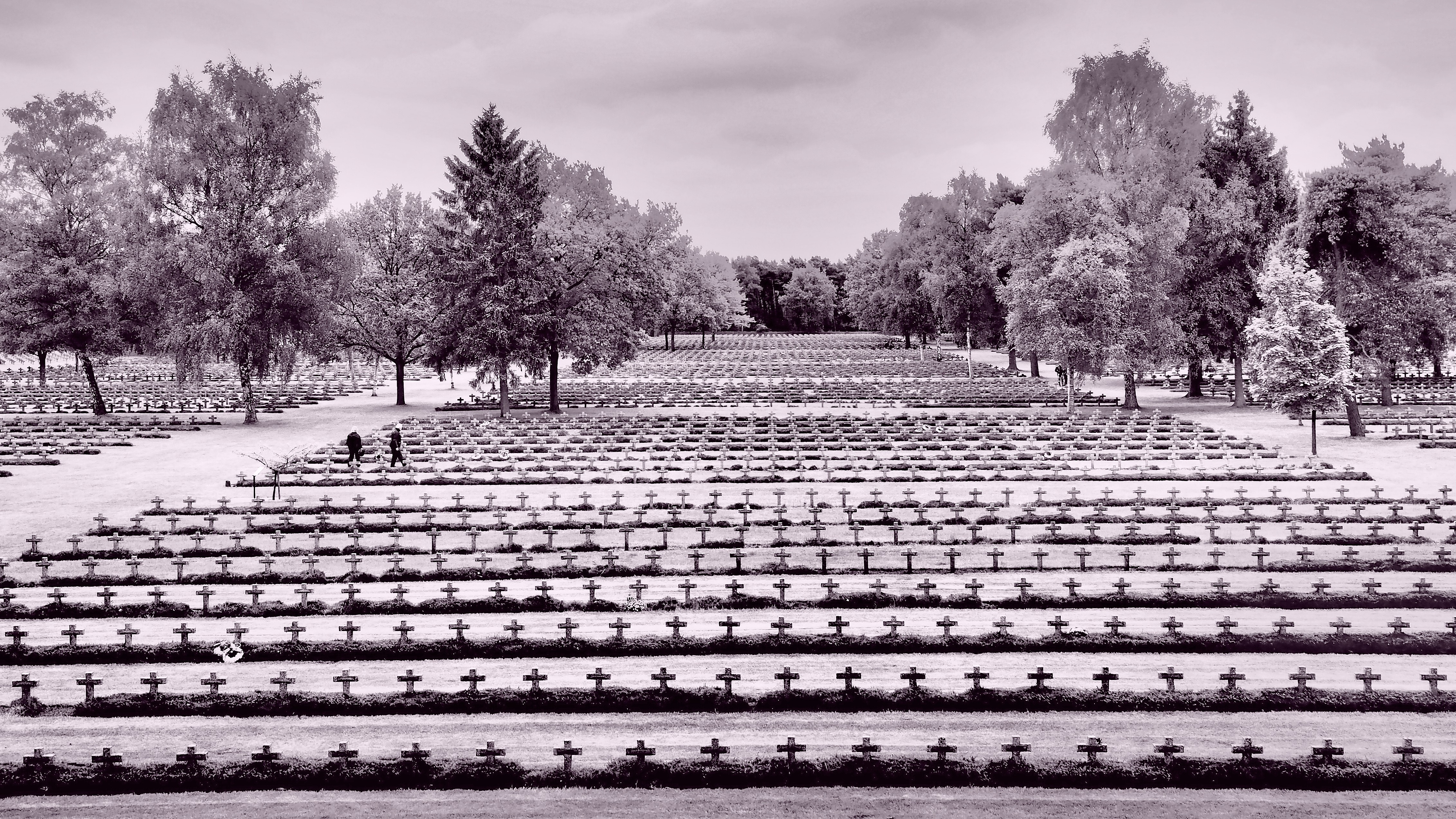
Duitse Militaire Begraafplaats

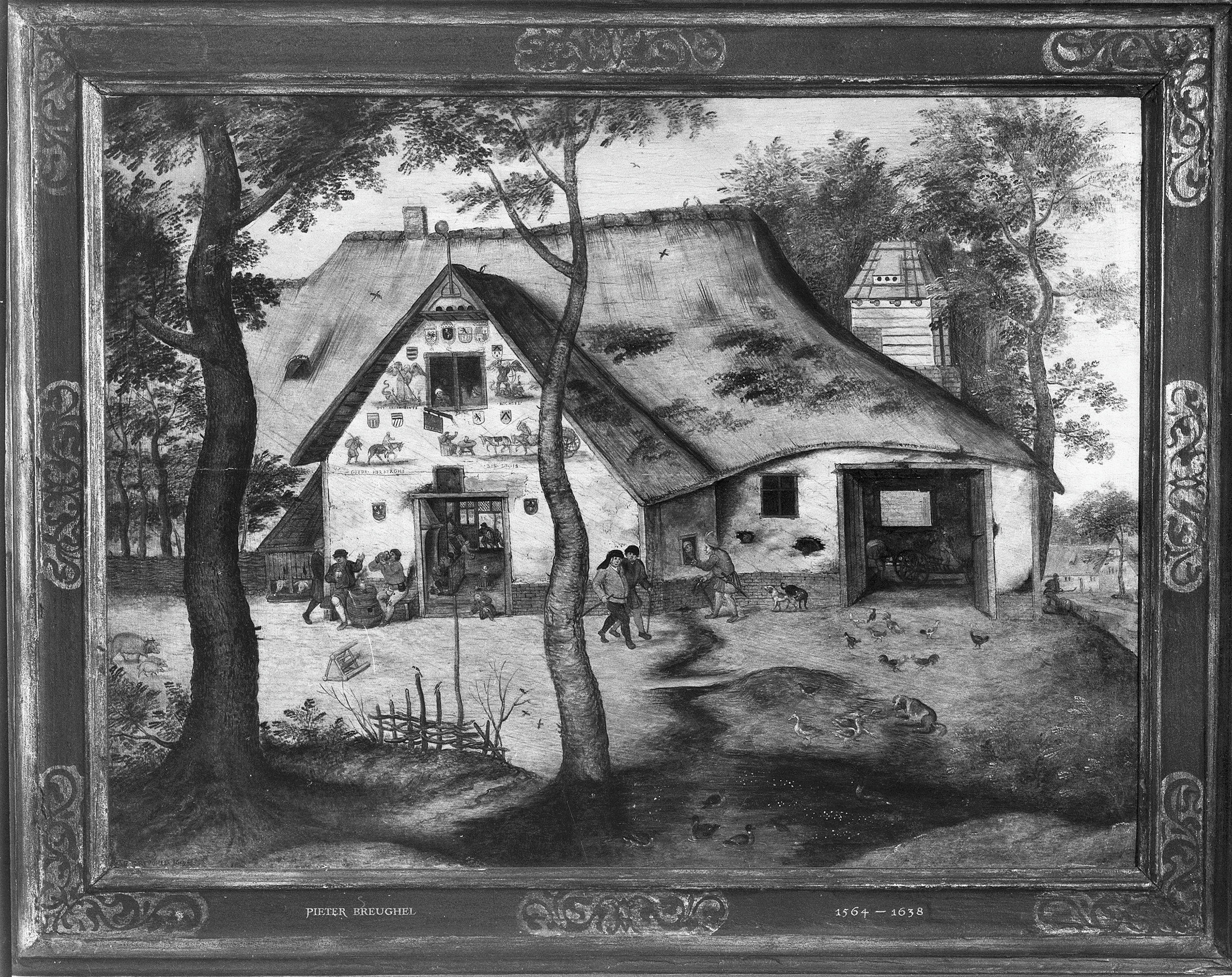
Vlaamse herberg door Pieter Brueghel de Jonge, bij de Lutlommelse molen

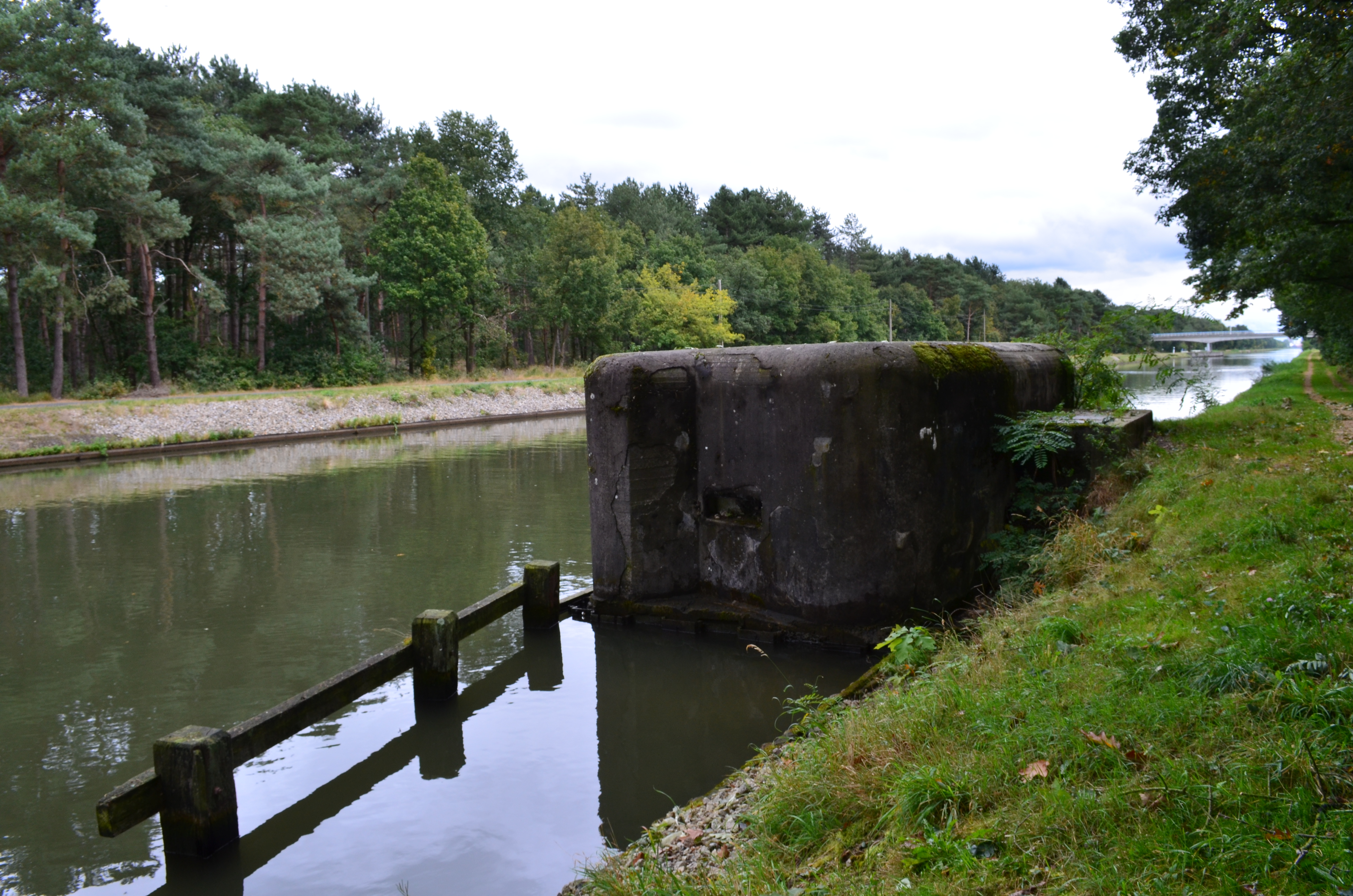
Bunker aan het Kempisch kanaal

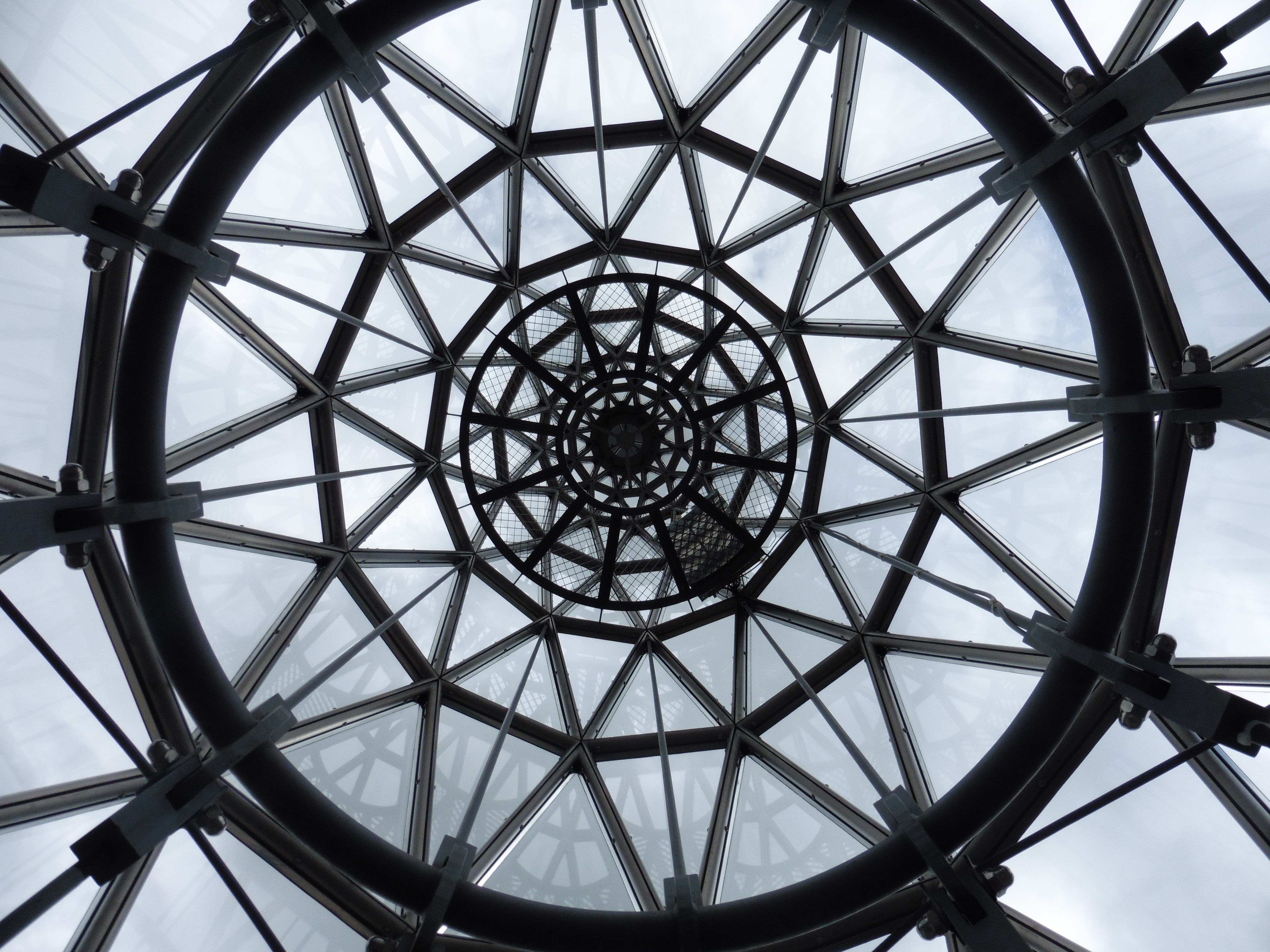
Onderaanzicht kegel van het GlazenHuis

- Het oude stadhuis (1845), Raadhuis
- De Leyssensmolen te Kattenbos
- Duitse Militaire Begraafplaats (bijna 40.000 graven) te Kattenbos
- Het Pools soldatenkerkhof (257 graven)
- Het bedevaartsoord Mariapark te Lommel-Werkplaatsen
- De Groote Hoef
- Kiosk en waterpomp op Lommels marktplein (1905)
- Huis Aerts, dorpswoning uit 1805
- Lommels Teutenbeeldje op het marktplein
- Het Burgemeestershuis met park
- De Kroon: oudste kroeg van Lommel (anno 1898)
- Monument ter nagedachtenis van de coronaslachtoffers
- De stad Lommel kent wel een dertigtal kapelletjes die over de diverse gehuchten verspreid zijn.
- Lijst van beelden in Lommel

## Natuur
De stad Lommel maakt deel uit van Nationaal Park Bosland  en kent een aantal bossen, natuur- en heidegebieden waaronder de Lommelse Sahara, Pijnven, Kattenbos en de Watering.

## Cultuur

### Dialect
Het dialect van Lommel - het Lommels - hoort tot het Oost-Brabants, en niet tot de West-Limburgse dialecten, hetgeen samenhangt met de bijzondere geschiedenis van de plaats.

### Musea
- GlazenHuis - Vlaams centrum voor hedendaagse glaskunst
- De Kolonie, Archeologisch en Historisch Museum te Lommel-Kolonie, onderdeel van Museum Ons Erfgoed
- Het Wateringhuis te Lommel-Kolonie

### Evenementen
- Beeldig Lommel (levende beelden festival, eind juni)
- Brainwash Festival, festival
- Daydream Festival, festival
- FatLAN Events VZW (een vzw die lan-evenementen organiseert en tot de top van België behoort)
- Gracias a la Vida, wereldfestival
- Last World, hardstylefestival (tot en met 2014, nadien in Zilvermeer - Mol)
- Lommel Leeft (elke week tijdens juli en augustus zijn er tal van gratis optredens midden in de stad)
- School's Out, jongerenfestival

### Uitgaan
Uitgaansgelegenheden zijn bioscoopcomplex UGC (5 zalen) en cultuurcentrum De Adelberg.

### Specialiteiten
- Lommelse zandkoeken:[bron?] droge koekjes gemaakt van zanddeeg met een laagje kokos
- Saharataart:[bron?] Lommelse streektaart gevuld met abrikozengelei
- Klotsenbos:[bron?] een lokale likeur op basis van vlierbessen. De naam komt van het lokale woord voor vlierbessen, namelijk klotsen
- Teutenbier:[bron?] bier op oude wijze gebrouwen
- Lommelkoffie:[bron?] koffie die als hoofdbestanddelen de klotsenbosjenever en –likeur heeft

Lommelse bieren (tripel)
- Lommel Brouwt![bron?]
- Loemelaer[bron?]
- Trappieter[bron?]

## Economie
Lommel is vandaag een van de sterkste economische groeiers van Limburg en Vlaanderen. De stad blijft haar positie versterken en uitbouwen met de ontwikkeling van 276 hectare nieuwe, duurzame bedrijventerreinen: Kristalpark. De terreinen van Kristalpark III maken deel uit van een aaneengesloten industriezone van 900 hectare. Hierdoor beschikt Lommel over een strategische positie in België en Europa, waar grote industriegebieden bijzonder schaars zijn. Door zijn trimodale ontsluiting (auto-, spoor- én waterwegen) is het terrein bovendien van strategisch belang voor de Limburgse en de Vlaamse economie. De gronden verbinden de Haven van Antwerpen immers met het buitenland langs zowel de IJzeren Rijn-spoorlijn als het Kanaal van Beverlo. Dit maakt het terrein uniek voor Europa.
Kristalpark III werd gerealiseerd met Europese en Vlaamse subsidies. Met de ontwikkeling van dit industriepark creëren de stad Lommel en de Limburgse Reconversiemaatschappij (LRM), als medeontwikkelaar, een bijkomende troef voor Vlaanderen en Limburg om buitenlandse investeerders aan te trekken.
In het verleden, met name de 17e en 18e eeuw, was de Teutenhandel een belangrijke bron van inkomsten voor de plaats. Er waren vele teuten onder de Lommelse bevolking. In 1879 werd een spoorlijn aangelegd, die deel uitmaakte van de IJzeren Rijn. Ook de opening van het Kanaal Bocholt-Herentals in 1846 stimuleerde de economie, hetgeen werd versterkt toen in 1904 de zinkfabriek te Lommel-Werkplaatsen werd opgericht. Hoewel deze fabriek in 1973 gesloten werd, kwamen er nieuwe bedrijven, en sinds 2006 beschikt Lommel over een van de grootste, nog in te vullen industriegebieden van Europa.
In Lommel wordt kwartszand (witzand) gevonden van hoge kwaliteit. Sedert 1891 wordt dit gewonnen en gebruikt voor de productie van glas en kristal in binnen- en buitenland. De talrijke meren die hierdoor ontstaan zijn worden deels voor recreatiedoeleinden gebruikt, zoals het Blauwe Meer. Er was ook een glasfabriek, die echter gesloten werd. De bijbehorende wijk Lommel-Glasfabriek wordt in 2008 ontruimd en gesloopt ten gevolge van de historische Cadmiumverontreiniging door de zinkfabriek van Nyrstar te Balen. Het Lommelse museum GlazenHuis is te danken aan de plaatselijke glasnijverheid. De kwartszandwinning in Lommel en de naburige locaties geschiedt door de onderneming Sibelco.
De testbaan van Ford, Lommel Proving Ground (LPG) geheten, beslaat een zeer groot terrein. Naast testbanen zijn er ook klimaatkamers, zoet- en zoutwaterbaden en dergelijke.
De Philipsvestiging Lommel werd in het begin van de jaren 60 van de 20e eeuw opgezet aan de Balendijk. Hier worden glasproducten voor verlichtingsdoeleinden gemaakt. De gehuchten Balendijk en Heeserbergen ontstonden door deze vestiging. Later stagneerde de groei en vielen er ontslagen, doch het bedrijf bestaat nog steeds, maar heet tegenwoordig EMGO Lommel. Er werken enkele honderden mensen en er worden ballons voor lampen gemaakt. Philips had te Lommel ook een eigen glasfabriek.
De werkgelegenheid nam de afgelopen jaren toe, door onder andere de komst van Hansen Transmissions en de verwachtingen spreken over 4000 tot 7500 nieuwe arbeidsplaatsen in het verdere verloop van het eerste decennium van de 21e eeuw. Er zijn plannen om Lommel in de toekomst als logistiek centrum te doen fungeren voor overslag tussen water, weg en spoor. Daarbij wordt gedacht aan de reactivering van de IJzeren Rijn, terwijl ook reeds voorbereidende studies naar een nieuw sluiscomplex aan de Blauwe Kei werden verricht.
Ook de stad Lommel kent een sterke groei. In 1993 werd cultureel centrum De Adelberg geopend. In het centrum is het nieuwe stadhuis gebouwd, Huis van de Stad geheten, dat in 2005 in gebruik werd genomen. In de omgeving van het Huis van de Stad werden nieuwe appartementen gebouwd. In 2007 opende het Glazen Huis, met de merkwaardige glazen spits, haar poorten. Het verstedelijkte deel van de stad is nog klein, daaromheen is een zeer losse bebouwing met alleenstaande huizen te vinden. Lommel is de derde winkelstad van Belgisch-Limburg met een handelscentrum en winkelcentra De Singel en Vivaldi. Van belang is het zilverzand dat hier gewonnen wordt ten behoeve van de glasindustrie. Sommige zandgroeven zijn getransformeerd in natuurgebieden en recreatieterreinen, waaronder de Lommelse Sahara.
Daarnaast is in de gemeente De Vossemeren gevestigd, een van de drie Belgische Center Parcs-vakantieparken.

## Mobiliteit
Lommel heeft een uitgebreid fietsroutenetwerk en heel wat wandelpaden. Het fietsroutenetwerk in Lommel staat erg bekend om haar complexiteit en innovativiteit door de Lommelse Sahara en de overige natuurgebieden in de stad. In het Pijnven bevinden zich de fietsbruggen; "Fietsen door de Bomen", die cirkelvormig zijn met een dubbele laag. Lommel is in het bezit van één fietstunnel die zich bevindt ten westen van de Vreyshorring en onder de N71 door gaat.
Sinds 2015 zijn er plannen om de N71 onder de N746 door te leiden. De werken zouden normaal aanvatten in 2019, maar een aantal handelaars tekende beroep aan.

## Onderwijs
Anno 2019 beschikt Lommel over vijftien scholen voor basisonderwijs, waarvan er acht behoren tot de schoolgroep LKB (Lommelse Katholieke Basisscholen). Er zijn twee gemeentescholen, drie scholen van het GO! en er is een School met de Bijbel, die een protestants-christelijk karakter heeft. Een aantal van deze lagere scholen hebben ook nog wijkschooltjes. De Eymardschool en MPI Helix bieden lager onderwijs aan voor kinderen die in het gewone onderwijs niet vlot meekunnen (BuLO).
In Lommel zijn er in 2019 vier scholen die middelbaar onderwijs aanbieden:
- X plus – GO! onderwijs van de Vlaamse Gemeenschap
- Provil – Provinciaal Onderwijs Vlaanderen (POV)
- Wico Campus Sint - Jozef – Katholiek Onderwijs Vlaanderen
- Helix SBSO – GO! onderwijs van de Vlaamse Gemeenschap

## Sport

### Verenigingen
In het sportcentrum vind je onder andere de evenementenhal de Soeverein, het stedelijke sportstadion (de thuisbasis van 1ste-klasse B voetbalclub Lommel SK), de atletiekpiste, de tennisvelden, het zwembad, het skatepark, de manege, de sporthal en het voetbaljeugdcomplex 't Gestelbos van Lommel SK. Lommel mag dan wel een kleine en jonge stad zijn, toch herbergt Lommel enkele sportclubs die meedraaien met de top in België.
- Voetbal: Lommel SK (Challenger Pro League)
- Basketbal: BBC Croonen Lommel (Top Division Men)
- Tennis: Lommelse Tennisclub (2de en 4de nationale heren, 3de nationale dames)
- Zaalvoetbal: K-Kontrol LW United (1ste nationale) en Zvc Heuvelhof (2de klasse LZV)
- Volleybal: LOVOC Lommel (4de nationale)
- Atletiekclub: Daring Atletiek Lommel (DALO)
- Triatlonclub: de Lommelse Triatleten
- Schaken: Noord Limburgse Schaakkring (NLS) (2de nationale)
- Wandelen: WSV Milieu 2000 vzw (eerste afdeling wandelsport Vlaanderen)

### Evenementen
In 1992 werden de Europese kampioenschappen triatlon op de Olympische afstand te Lommel gehouden. Sinds 2008 wordt de enige Belgische manche in het Wereldkampioenschap motorcross gehouden op het stedelijk Motorcrossterrein. In 2012 werd er de Motorcross der Naties, ofwel het officieuze wereldkampioenschap voor landen verreden. In 2011 vond het Europees Kampioenschap Judo (onder 20-jarigen) plaats in de Arena van Park De Soeverein.
In 2017 en 2018 werd in Lommel het European Masters gehouden, een ranking snookertoernooi.
Voorts zijn er het jaarlijks kickboksgala Fights at the Border, de Lommelse Triatlon (sinds 1985 een van de eerste en grootste triatlonhappenings van België), de Superprestige Biljart en het Wielercriterium "Profronde van Lommel".

## Partnersteden
- Ciudad Dario (Nicaragua)
- Ongwediva (Namibië)

## Bekende Lommelaars
- Luc Beyens (1959), voetballer en voetbalcoach
- Jozef Boets (1922-2012), r.k. priester en hoogleraar
- Kasper Bosmans (1990), plastisch kunstenaar
- Boudewijn Buckinx (1945), componist
- Faisal Chatar (1990), DJ en radiopresentator
- Katrien De Ruysscher (1978), actrice
- Rik Hamblok (1923-2004), kunstenaar
- Jackie Loomans (1952-2024), ondernemer
- Kevin Hulsmans (1978), wielrenner
- Jeanne Luykx (1927-1973), kunstenares
- Jordi Meeus (1998), wielrenner
- Wim Mennes (1977), voetballer
- Pieter Mertens (1980), wielrenner
- Dave Peters (1976), radiopresentator
- Gerrit Schellens (1966), triatleet
- Sente Sentjens (2005), wielrenner
- Henny Seroeyen (1983), model en acteur
- Steven Van Broeckhoven (1985), windsurfer
- Frits Vanden Boer (1934-2012), voetballer
- Johan Vansummeren (1981), wielrenner
- Louis Vanvelthoven (1938), politicus
- Peter Vanvelthoven (1962), politicus